# Le Pays du dauphin vert (film)
Pour les articles homonymes, voir Green Dolphin Street.
Pour plus de détails, voir Fiche technique et Distribution.
Le Pays du dauphin vert (Green Dolphin Street) est un film américain réalisé par Victor Saville, sorti en 1947.
Le film se déroule en 1840. Un aventurier déserte l'armée anglaise afin de s'installer en Nouvelle-Zélande. Dans le courrier qu'il adresse à sa fiancée afin de lui demander de venir, il commet une erreur de destinataire et c'est la sœur de celle-ci, également éprise de lui, qui le rejoint.

## Synopsis
A Saint-Pierre, sur l'île de Guernesey, au dix-neuvième siècle, deux jeunes Anglaises, Marianne et Marguerite, tombent amoureuses de William, le fils de leur nouveau voisin, le docteur Edmond Ozanne.
William, de son côté, s'éprend de Marguerite, douce et simple. Mais Marianne, plus vive et impétueuse, le pousse à s'engager dans la marine et à devenir officier afin de pouvoir l'épouser. Il embarque à bord du Dauphin Vert pour la Nouvelle-Zélande.
Après deux années d'absence, William revient et assiste à la mort de son père. Alors qu'il veut rester sur l'île pour le pleurer et l'enterrer, Marianne lui enjoint de regagner son bateau et de poursuivre sa carrière. Il embarque alors pour la Chine.
Là-bas, Williams est drogué, dévalisé et abandonné dans un bidonville. N'ayant pu regagner son navire, il est considéré comme déserteur. Il fuit alors pour la Nouvelle-Zélande en compagnie de Timothy Haslam. Ce dernier est également originaire de Saint-Pierre et en est parti après avoir tué son beau-frère en se défendant contre lui. De plus, il était tombé secrètement amoureux de Marianne.
Timothy et William s'associent dans une affaire de commerce de bois qui fructifie suffisamment pour que William décide d'écrire à Marguerite afin qu'elle le rejoigne. Mais, sous l'emprise de l'alcool, c'est le nom de Marianne qu'il inscrit dans son courrier. C'est donc elle qui débarque quelques mois plus tard en Nouvelle-Zélande. William veut lui expliquer son erreur mais Timothy, qui ne veut pas voir repartir celle qu'il aime en secret, incite William à épouser Marianne pour ne pas la décevoir.
De son côté, à Saint-Pierre, Marguerite est anéantie par la nouvelle, d'autant plus que William lui avait déclaré son amour avant de partir, et lui avait écrit de Chine, lui demandant de l'attendre car il n'aimerait qu'elle. Marguerite avait gardé précieusement cette lettre dans sa commode. Ses parents décèdent et elle se réfugie dans un couvent.
Le temps passe, William et Marianne, à l'autre bout du monde, sont mariés et ont une fille mais leur union n'est pas heureuse.
Le commerce prospère monté avec William s'écroule le jour où un tremblement de terre vient ravager la région. Puis la famille échappe de peu à la mort quand les Maoris se révoltent.
Marianne, qui dirigeait en sous-main l'entreprise, conseille à son mari et à Timothy de partir pour le sud de la Nouvelle-Zélande élever des moutons. Timothy, qui ne veut pas abandonner son commerce de bois, préfère rompre leur association, et révèle à Marianne qu'il l'aime depuis toujours, bien avant son arrivée en Nouvelle-Zélande, lorsqu'il l'avait aperçue à Saint-Pierre. Néanmoins, Marianne reste avec son époux, les épreuves qu'ils ont traversées les ayant rapprochés l'un de l'autre.
Ils s'établissent alors sur l'île du Sud et développent avec succès leur élevage de moutons ainsi qu'une compagnie de bateaux à vapeur. Cependant, Marianne désire retourner à Guernesey, retrouver la maison familiale et Marguerite restée au pays. Elle persuade William et parvient à obtenir le pardon pour son crime de désertion.
Un jour, à Saint-Pierre, alors qu'elle fouille un tiroir, Marianne trouve la lettre que son mari avait écrite à Marguerite. Elle découvre, après une explication avec William, que son mariage était le résultat d'une erreur d'écriture, que c'est bien à sa sœur, Marguerite, qu'il avait écrit mais que c'est son nom à elle qu'il avait noté.
Marguerite s'apprête à prononcer ses vœux pour devenir religieuse et affirme à Marianne qu'elle n'est plus amoureuse de William. Quant à ce dernier, il révèle à sa femme qu'il en est venu à l'aimer plus qu'il n'aimait Marguerite.

## Fiche technique
- Titre : Le Pays du dauphin vert
- Titre original : Green Dolphin Street
- Réalisation : Victor Saville
- Production : Carey Wilson
- Société de production et de distribution : MGM
- Scénario : Samson Raphaelson d’après le roman Green Dolphin Country de Elizabeth Goudge
- Image : George J. Folsey
- Musique : Bronislau Kaper
- Ingénieur du son : Douglas Shearer
- Direction artistique : Cedric Gibbons et Malcolm Brown
- Décorateur de plateau : Edwin B. Willis
- Costumes : Irene, Walter Plunkett et Valles
- Montage : George White
- Pays d’origine :  États-Unis
- Langue originale : anglais
- Format : noir et blanc – 35 mm – 1,37:1 – mono (Western Electric Sound System)
- Genre : film d'aventure
- Durée : 141 minutes
- Dates de sortie : 
  - États-Unis : 5 novembre 1947
  - France : 10 juin 1948

## Distribution
- Lana Turner (V. F. : Denise Bosc) : Marianne Patourel
- Van Heflin (V. F. : Serge Nadaud) : Timothy Haslam
- Donna Reed (V. F. : Renée Simonot) : Marguerite Patourel
- Richard Hart (V. F. : Marc Cassot) : William Ozanne
- Frank Morgan : Docteur Edmond Ozanne
- Edmund Gwenn (V. F. : Paul Ville) : Octavius Patourel
- Dame May Whitty (V. F. : Germaine Kerjean) : La mère supérieure
- Reginald Owen : Le capitaine O'Hara
- Gladys Cooper (V. F. : Jacqueline Morane) : Sophie Patourel
- Moyna MacGill : Mme Metivier
- Linda Christian : Hine-Moa
- Bernie Gozier : Jacky-Poto
- Patrick Aherne : Kapua-Manga
- Al Kikume : Native
- Edith Leslie : Sœur Angélique
- Gigi Perreau : Veronica

Et, parmi les acteurs non crédités :
- Lumsden Hare : Anderson
- Tetsu Komai : un chinois
- Wyndham Standing : Agent du gouvernement
- Douglas Walton : Sir Charles Maloney

## Réception critique du film
« Un film d'amour échevelé qui décoiffe : la scène du tremblement de terre est restée célèbre par son réalisme. Interprétation intense de la jeune Lana Turner, amoureuse transie d'un homme qui ne l'aime pas (Richard Hart, acteur étrange, au regard mélancolique). Elle n'a pas encore tourné les sublimes mélos de Sirk, mais elle est déjà prête. Utilisation étonnante de décors somptueux, ouverts sur de vastes perspectives : des lignes de fuites dans lesquelles les silhouettes des acteurs se perdent, emportés par le souffle de cette saga fiévreuse. » - Christophe Pellet